# Muruvik
Muruvik är en tätort i Malviks kommun i Trøndelag fylke i mellersta Norge.